# Arachnodes didiensis
Arachnodes didiensis là một loài bọ cánh cứng trong họ Bọ hung (Scarabaeidae).